# Sergi Palencia
Sergi Palencia Hurtado (Badalona, 23 marzo 1996) è un calciatore spagnolo, difensore del Los Angeles FC.

## Caratteristiche tecniche
Terzino destro abile sia in fase offensiva che in quella difensiva, molto dinamico e dotato di forte personalità, per le sue caratteristiche è stato paragonato a Philipp Lahm.

## Carriera

### Club
Cresciuto nel settore giovanile del Barcellona, ha esordito con la seconda squadra dei blaugrana il 29 marzo 2015, nella partita di campionato pareggiata per 2-2 contro il Tenerife. Diventato in breve tempo titolare nel ruolo, il 10 agosto 2016 viene scelto come capitano della squadra; conquistata la promozione in Segunda División, il 5 ottobre 2017 prolunga con il club catalano fino al 2020, inserendo nel contratto una clausola rescissoria da 25 milioni di euro.
Il 16 agosto 2018 viene ceduto in prestito secco al Bordeaux.
Dopo la fine del prestito al Bordeaux, il 5 luglio 2019 viene ceduto a titolo definitivo al Saint-Étienne per 2 milioni di euro firmando un contratto quadriennale.
Svincolatosi dal club francese, il 2 febbraio 2023 viene ingaggiato dal Los Angeles FC.

## Statistiche

### Presenze e reti nei club
Statistiche aggiornate al 7 aprile 2020.
| Stagione            | Squadra             | Campionato          | Campionato | Campionato | Coppe nazionali | Coppe nazionali | Coppe nazionali | Coppe continentali | Coppe continentali | Coppe continentali | Altre coppe | Altre coppe | Altre coppe | Totale | Totale |
| Stagione            | Squadra             | Comp                | Pres       | Reti       | Comp            | Pres            | Reti            | Comp               | Pres               | Reti               | Comp        | Pres        | Reti        | Pres   | Reti   |
| ------------------- | ------------------- | ------------------- | ---------- | ---------- | --------------- | --------------- | --------------- | ------------------ | ------------------ | ------------------ | ----------- | ----------- | ----------- | ------ | ------ |
| mar.-giu. 2015      | Barcellona B        | SD                  | 11         | 1          | -               | -               | -               | -                  | -                  | -                  | -           | -           | -           | 11     | 1      |
| 2015-2016           | Barcellona B        | SDB                 | 20         | 0          | -               | -               | -               | -                  | -                  | -                  | -           | -           | -           | 20     | 0      |
| 2016-2017           | Barcellona B        | SDB                 | 35+6       | 1          | -               | -               | -               | -                  | -                  | -                  | -           | -           | -           | 0      | 0      |
| 2017-2018           | Barcellona B        | SD                  | 31         | 0          | -               | -               | -               | -                  | -                  | -                  | -           | -           | -           | 31     | 0      |
| Totale Barcellona B | Totale Barcellona B | Totale Barcellona B | 97+6       | 2          |                 | -               | -               |                    | -                  | -                  |             | -           | -           | 103    | 2      |
| 2018-2019           | Bordeaux            | L1                  | 25         | 0          | CF+CdL          | 1+1             | 0               | UEL                | 4                  | 0                  | -           | -           | -           | 31     | 0      |
| 2019-2020           | Saint-Étienne       | L1                  | 6          | 0          | CF+CdL          | 1+1             | 0               | UEL                | 1                  | 0                  | -           | -           | -           | 9      | 0      |
| Totale carriera     | Totale carriera     | Totale carriera     | 128+6      | 2          |                 | 4               | 0               |                    | 5                  | 0                  |             | -           | -           | 143    | 2      |

## Palmarès
- Lamar Hunt U.S. Open Cup: 1

Los Angeles FC: 2024